# セルフネグレクト
セルフネグレクト（英: self-neglect、又は自己放任）とは、個人自身の基本的ニーズに対して発生するネグレクト行為であり、それには不適切な衛生、服飾、食事、医学的状況などが挙げられる。より広義には、個人の保健、衛生、生活環境などのセルフケアが不足している状況をいう。重症なケースはディオゲネス・シンドロームと呼ばれている。

## 定義
一般にはアメリカの全米高齢者虐待問題研究所(National Center on Elder Abuse:NCEA)が定めた定義に準じた「高齢者が通常一人の人として、生活において当然行うべき行為を行わない、あるいは行う能力がないことから、自己の心身の安全や健康が脅かされる状態に陥ること」という定義が使用される場合が多い。
岸恵美子らは、セルフネグレクトを次の6つの因子にまとめている。なお、外部からの支援を必要とするセルフネグレクトでは、これらの因子が複数あてはまる事が多い。
不潔で悪臭のある身体人並みな身繕いをしない、トイレに行く意思が希薄
不衛生な住環境ゴミを捨てない、ネズミや害虫を駆除しない（強迫的ホーディング）
生命を脅かす治療やケアの放置内科疾患の治療や服薬を中断・拒否する
奇異に見える生活状況破れた服を着て外出するなど、周囲の価値観から見て奇異に見える状態
不適当な金銭・財産管理日常的な買い物や、公共料金・家賃の決済など、自分の財産管理が適切にできない状態
地域の中での孤立近隣住民との関わりを拒否する、家に引きこもるなどの社会的孤立
なお、精神的に健全で、自らの自己決定でセルフネグレクトと同じ状況に意図的に身を置く者については、基本的にセルフネグレクトの範疇からは除外される。しかし、客観的に見た場合、意図的なセルフネグレクトと非意図的なセルフネグレクトはなんら変わりがないため、臨床においてその線引は議論の対象となる場合が多い。

## 原因
岸はセルフネグレクトに陥りやすい危険因子として、精神障害やパーソナリティ障害といった心理的な問題、ライフイベントや天災などによる人的物的な喪失、複雑化した福祉サービスや、他人の世話になることへの忌避感、身体の障害や経済的困難、人間関係の忌避などを挙げている。
セルフネグレクトは、脳機能障害、認知症、精神疾患の結果としても起こり得る 。
イギリスのA. N. G. Clarkeらが提唱したディオゲネス・シンドロームは、身体・環境の不衛生や脅迫的な溜め込みなどの過度なセルフネグレクトや、無気力、恥の欠如など意識の低下を特徴とする。
このような意欲の欠如は精神科の薬の副作用としても起こり得る。